# Грузино-мексиканские отношения
Грузино-мексиканские отношения — двусторонние дипломатические отношения между Грузией и Мексикой.

## История
8 июня 1992 года были установлены дипломатические отношения между странами, вскоре после распада Советского Союза. После установления отношений страны аккредитовали послов через третьи страны: Мексика из Анкары, а Грузия из Вашингтона. В 2008 году во время Войны в Грузии правительство Мексики заняло нейтральную позицию и высказывалось за прекращение насилия. Мексика не признаёт независимость Абхазии и Южной Осетии и считает их неотъемлемой частью Грузии.
В сентябре 2010 года премьер-министр Грузии Николоз Зурабович Гилаури посетил Мексику, где принял участие в праздничных мероприятиях, посвященных двухсотлетию независимости от Испанской империи. В декабре 2010 года президент Грузии Михаил Николаевич Саакашвили присутствовал на Конференции ООН по изменению климата, которая состоялась в Канкуне. В августе 2011 года министр иностранных дел Грузии Григол Вашадзе с официальным визитом посетил Мексику и объявил об открытии посольства Грузии в этой стране. В июле 2016 года делегация Мексики из комитета по иностранным делам посетила Грузию.

## Торговля
В 2017 году объём товарооборота между странами составил сумму 22,9 млн. долларов США. Экспорт Грузии в Мексику: магний, гвозди, винты и детали для самолетов. Экспорт Мексики в Грузию: текила, пиво и мексиканские мыльные оперы.

## Дипломатические представительства
- Грузия имеет посольство в Мехико[5].
- Интересы Мексики в Грузии представлены через посольство в турецком городе Анкаре[6], а также имеется генеральное консульство в Тбилиси[7].